# James Logan (écrivain)
Pour les articles homonymes, voir James Logan et Logan.
James Logan, né en 1797 à Aberdeen et mort en 1872 à Londres, est un auteur écossais spécialiste de la culture gaélique, surtout connu pour son livre The Scottish Gael, édité en 1831.

## Biographie
James Logan est né à Aberdeen où son père était marchand. Il fait ses études au lycée d'Aberdeen et au Marischal College. Une blessure sportive lui fait abandonner une carrière potentielle d'avocat.
À Londres, avec le soutien de Lord Aberdeen, Logan étudie à la Royal Academy. Il devient ensuite journaliste, puis commis dans un cabinet d'architecte. Il est employé pendant un certain temps par la Highland Society de Londres, mais ne s'installe jamais dans une carrière. Frère de la Chartreuse de Londres, il en est expulsé en 1866. Avec l'aide de mécènes écossais, il conserve un niveau de vie correct. Il meurt à Londres en avril 1872.

## Travaux

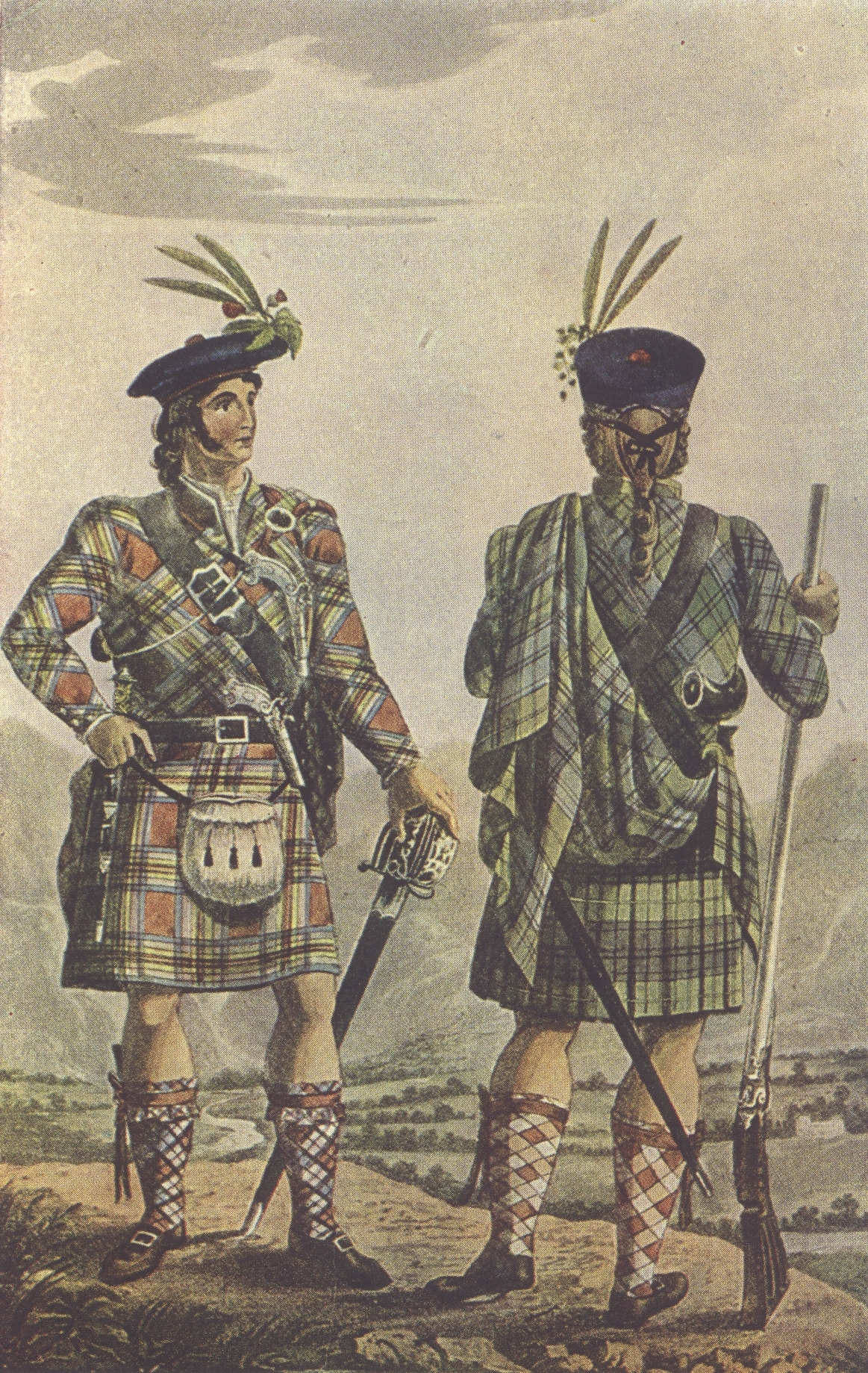
Highland Chiefs, illustration de James Logan publiée dans The Scottish Gael (1831).

L'ouvrage majeur de James Logan est The Scottish Gael, ou Celtic Manners as preserved among the Highlanders, en deux volumes, publié en 1831. Cet ouvrage est basé sur des visites à pied que l'auteur a faites dans les highlands et les îles écossaises durant de la décennie précédente. Au curs de ses pérégrinations, il a également recueilli des antiquités gaéliques. Le livre était dédié à Guillaume IV, illustré par l'auteur lui-même, et s'est bien vendu grâce à de bonnes critiques. En 1876, Alexander Stewart publie une deuxième édition. D'un point de vue scientifique moderne, sa valeur réside en grande partie dans les coutumes montagnardes observées et le matériel historique vu sur place considéré comme obsolète. 
Les autres travaux de James Logan travaux sont :
- Introduction et typographie de A Collection of Ancient Piobaireachd or Highland Pipe Music (1838) par Angus MacKay (un anonyme dont la publication est influente mais désormais considérée comme non fiable à propos de l'histoire de la famille)[3],[4] ;
- Introduction à Sar-obair nam Bard Gaelach: or Beauties of Gaelic Poetry de John Mackenzie (deux volumes édités en 1841, et une nouvelle édition sortie en 1877);
- La typographie de Clans of the Scottish Highlands de Robert Ronald McIan ;
- Highland Costumes, deux volumes illustrés de 1843 et 1849, ainsi qu'une nouvelle édition sortie en 1857.

Il a également contribué au Gentleman's Magazine.